# Emily Kay
Emily Kay (Coventry, 7 de septiembre de 1995) es una deportista británico-irlandesa que compitió en ciclismo en las modalidades de ruta y pista. Ganó cinco medallas en el Campeonato Europeo de Ciclismo en Pista entre los años 2016 y 2021.

## Medallero internacional
| Representando al Reino Unido |                         |                   |                         |
| Campeonato Europeo           |                         |                   |                         |
| Año                          | Lugar                   | Medalla           | Competición             |
| 2016                         | Saint-Quentin (Francia) | Medalla de plata  | Madison                 |
| 2016                         | Saint-Quentin (Francia) | Medalla de bronce | Persecución por equipos |
| 2017                         | Berlín (Alemania)       | Medalla de plata  | Persecución por equipos |
| 2018                         | Glasgow (Reino Unido)   | Medalla de plata  | Scratch                 |
| Representando a Irlanda      |                         |                   |                         |
| Campeonato Europeo           |                         |                   |                         |
| Año                          | Lugar                   | Medalla           | Competición             |
| 2021                         | Grenchen (Suiza)        | Medalla de bronce | Persecución por equipos |